# Juan Morera
Juan Morera, španski rokometaš, * 7. januar 1947, † 1. oktober 2006.
Leta 1972 je na poletnih olimpijskih igrah v Münchnu v sestavi španske rokometne reprezentance osvojil 15. mesto.